# Gilchrist County
Das Gilchrist County ist ein County im Bundesstaat Florida der Vereinigten Staaten. Der Verwaltungssitz (County Seat) ist Trenton.

## Geschichte
Das Gilchrist County wurde am 4. Dezember 1925 aus Teilen des Alachua County gebildet und nach Albert W. Gilchrist, Gouverneur in Florida (1909–1913) benannt.

## Geographie
Das County hat eine Fläche von 921 Quadratkilometern, wovon 17 Quadratkilometer Wasserfläche sind. Es grenzt im Uhrzeigersinn an folgende Countys: Columbia County, Alachua County, Levy County, Dixie County, Lafayette County und Suwannee County. Zusammen mit dem Alachua County bildet das County die Metropolregion Gainesville.

## Demografische Daten
Nach der Volkszählung im Jahr 2010 lebten im Gilchrist County 16.939 Menschen in 7.307 Haushalten. Die Bevölkerungsdichte betrug 18,7 Einwohner pro Quadratkilometer. Ethnisch betrachtet setzte sich die Bevölkerung zusammen aus 90,9 % Weißen, 5,3 % Afroamerikanern, 0,5 % Indianern und 0,4 % Asian Americans. 1,5 % waren Angehörige anderer Ethnien und 1,5 % verschiedener Ethnien. 5,0 % der Bevölkerung bestand aus Hispanics oder Latinos.
Im Jahr 2010 lebten in 31,6 % aller Haushalte Kinder unter 18 Jahren sowie 32,4 % aller Haushalte Personen mit mindestens 65 Jahren. 71,2 % der Haushalte waren Familienhaushalte (bestehend aus verheirateten Paaren mit oder ohne Nachkommen bzw. einem Elternteil mit Nachkomme). Die durchschnittliche Größe eines Haushalts lag bei 2,58 Personen und die durchschnittliche Familiengröße bei 3,02 Personen.
25,6 % der Bevölkerung waren jünger als 20 Jahre, 23,5 % waren 20 bis 39 Jahre alt, 27,4 % waren 40 bis 59 Jahre alt und 23,5 % waren mindestens 60 Jahre alt. Das mittlere Alter betrug 41 Jahre. 52,2 % der Bevölkerung waren männlich und 47,8 % weiblich.
Das jährliche Durchschnittseinkommen eines Haushalts betrug 36.521 USD, dabei lebten 21,9 % der Bevölkerung unter der Armutsgrenze.
Im Jahr 2010 war englisch die Muttersprache von 96,59 % der Bevölkerung, spanisch sprachen 2,63 % und 0,78 % hatten eine andere Muttersprache.

## Kultur und Sehenswürdigkeiten

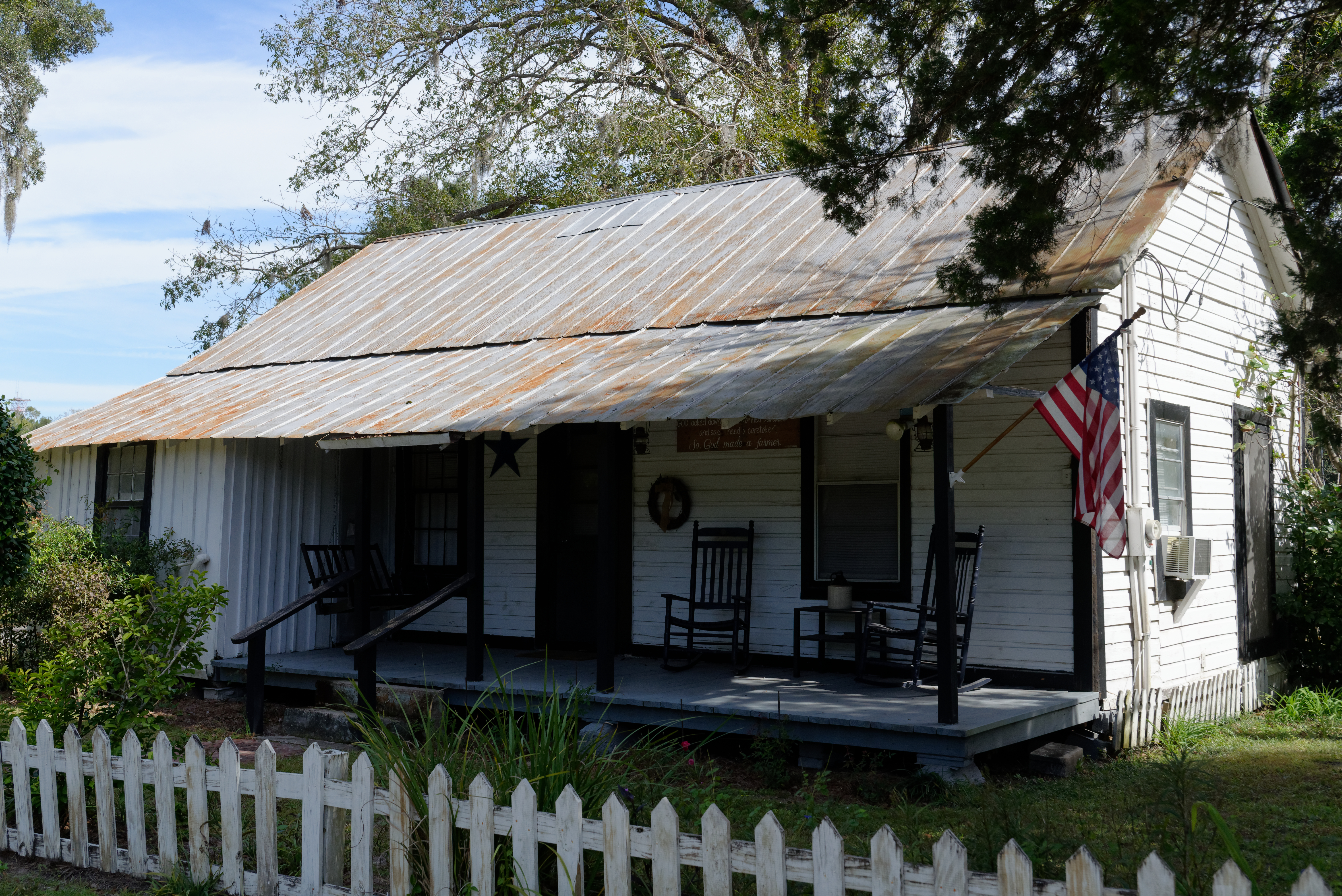
Cannon Farm (2021). Dieser Bauernhof geht auf das Jahr 1898 zurück, wobei die ursprüngliche Funktion des Hauptgebäudes der einer Schule war. Zu dem Historic District („historischer Bezirk“) gehören außerdem einige Wirtschaftsgebäude. Das Areal wurde im Oktober 2013 als bisher einziges Objekt im Gilchrist County in das NRHP eingetragen.

Ein Bauwerk im Gilchrist County ist im National Register of Historic Places („Nationales Verzeichnis historischer Orte“; NRHP) eingetragen (Stand 19. Januar 2023), die Cannon Farm.

## Orte im Gilchrist County
Orte im Gilchrist County mit Einwohnerzahlen der Volkszählung von 2010:
Cities:
- Fanning Springs – 764 Einwohner
- Trenton (County Seat) – 1.999 Einwohner

Town:
- Bell – 456 Einwohner

Census-designated place:
- Spring Ridge – 398 Einwohner